# خبشا (الطيال)

تعديل مصدري - تعديل

خبشا هي إحدى قرى عزلة بني جبر بمديرية الطيال التابعة لمحافظة صنعاء، بلغ تعداد سكانها 348 نسمة حسب تعداد اليمن لعام 2004.